# Albany (Oklahoma)
Albany – jednostka osadnicza w Stanach Zjednoczonych, w stanie Oklahoma, w hrabstwie Bryan.